# Iglesia de San Francisco Javier (Pinto)
La iglesia parroquial de San Francisco Javier de Pinto, en la Comunidad de Madrid (España), es una parroquia de reciente creación, cuyo primer párroco es Pedro Manuel Merino Quesada. 
Su actividad comienza en la ermita de Jesús Nazareno y San José Obrero, del Barrio del Prado de Pinto. Actualmente, la parroquia cuenta con un templo propio situado en la Avenida Antonio López nº20, en el barrio de La Tenería.
La parroquia San Francisco Javier cuenta entonces con dos lugares de culto: la ermita de Jesús Nazareno y San José Obrero y la nueva parroquia San Francisco Javier.
Es una ermita construida con el esfuerzo de los vecinos del barrio posiblemente durante los años 1960. Comenzaron celebrando la Eucaristía con gran devoción sin local alguno, en la propia calle, hasta que con la dedicación e ilusión con que fueron capaces levantaron esta ermita para tener cerca de sí, en su propio barrio, un lugar de culto.
Es sede de la Hermandad de Jesús Nazareno, de gran tradición en el municipio.

## Actividades
La Parroquia dispone de diversas activades dirigidas a todos los públicos.
- Catequesis de Comunión
- Catequesis de Confirmación
- Junior, Grupo de tiempo libre